# Magenöl
Magenöl ist ein orangefarbenes, leichtes Öl mit einer Dichte von 0,88 kg/l, das aus neutralen Lipiden aus der Nahrung im Drüsenmagen von Vögeln aus der Ordnung der Sturmvögel besteht. Alle Albatrosse, Sturmvögel sowie Nord- und Südsturmschwalben produzieren dieses Öl, nicht aber alle tauchenden Sturmschwalben.

## Herkunft und Zusammensetzung
Früher dachte man, es handele sich um ein Sekret aus dem Drüsenmagen. Heute weiß man, dass Magenöl ein Rückstand aus Nahrungsmitteln wie Garnelen (Krill), Tintenfisch, Krebsen und Fischen ist.
Die chemische Zusammensetzung variiert von Art zu Art und von Individuum zu Individuum, enthält aber fast immer Wachsester und Triglyceride. Weitere gängige Verbindungen sind Glycerinester, Pristan und Squalen. Magenöl hat eine geringe Viskosität und härtet beim Abkühlen zu Wachs aus.

## Biologische Bedeutung

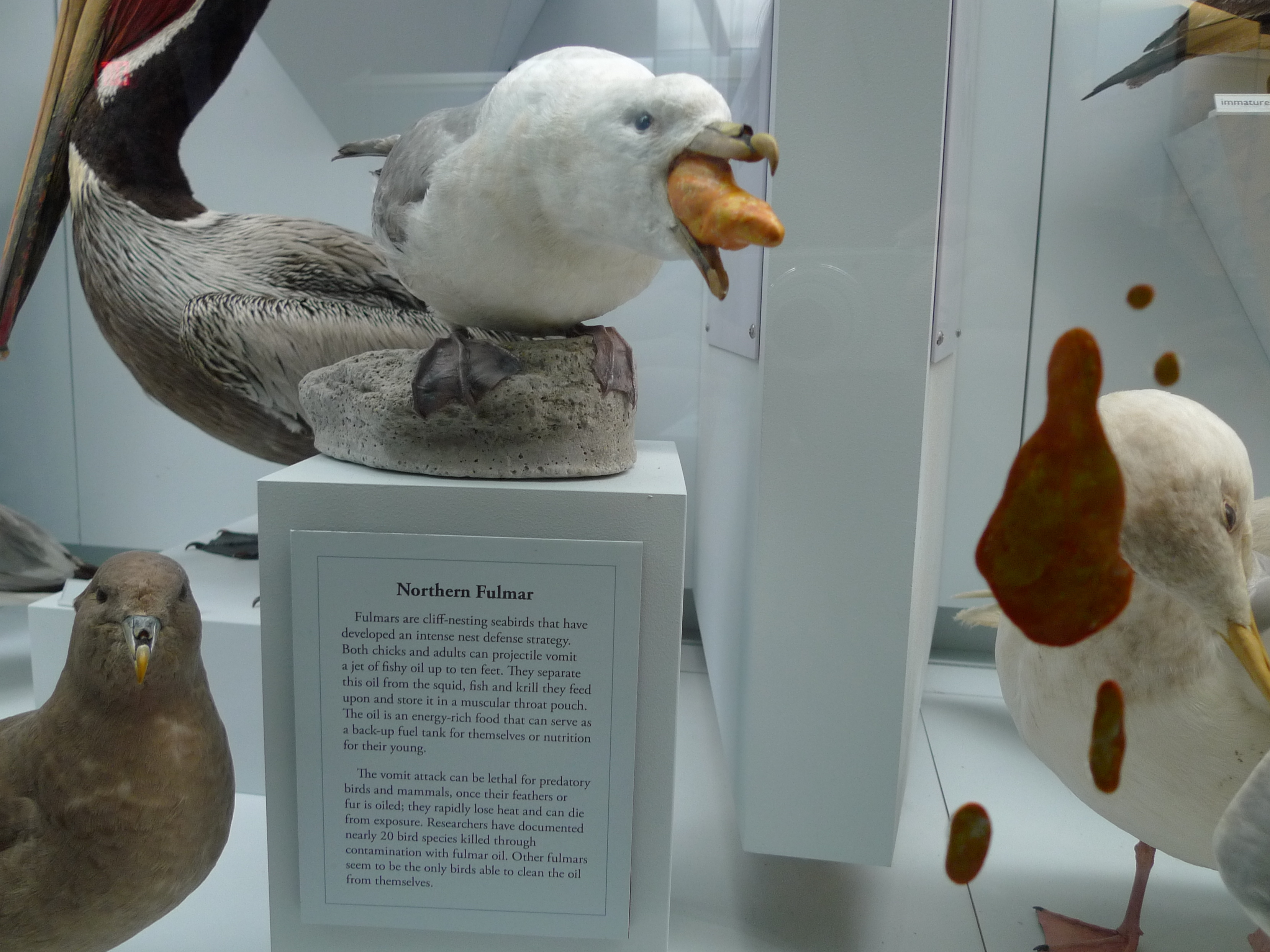
Nachbildung eines Magenöl-Angriffs durch einen Eissturmvogel im Santa Barbara Museum of Natural History

Magenöl hat bei Vögeln vermutlich mehrere Funktionen, dient aber in erster Linie als Energiespeicher. Sein Energiewert beträgt etwa 9,6 kcal pro Gramm und liegt damit knapp unter demjenigen von Dieselöl. Daher kann eine größere Menge an Energie als Magenöl gespeichert werden als in unverdauter Nahrung. Dies kann für Vögel von großem Nutzen sein, die oft weite Strecken fliegen, um Nahrung zu suchen und ihren Jungen zuzuführen, oder als Energiespeicher dienen, wenn sie auf den Ozeanen auf der Suche nach dem unregelmäßigen Vorkommen von Essbarem sind.
Reiher und Albatrosse können das Magenöl gegen angreifende Raubtiere oder Rivalen speien. Dies kann für Vögel tödliche Folgen haben, da es ihre Federn verklumpen kann, so dass der Vogel die Flugfähigkeit verliert, ertrinkt oder erfriert.
Das Magenöl ist auch sehr übel riechend, was durchaus eine abschreckende Wirkung haben kann und dazu geführt hat, dass die Vögel als „Stinker“ oder „Stinkstiefel“ bezeichnet werden. Der wissenschaftliche Name der Sturmvogelgattung, Fulmarus, leitet sich vom altnordischen fūlmār, deutsch ‚faulige/eklige Möwe‘, ab und bezieht sich wahrscheinlich auf die Angewohnheit, übelriechendes Magenöl zu verspritzen.
Aufgrund seiner öligen Konsistenz kann Magenöl Kunststoffadditive aus verschluckten Plastikfragmenten lösen, so dass diese in den Vögeln angereichert werden.

## Wirtschaftliche Bedeutung
Auf der schottischen Inselgruppe St. Kilda wurde früher das Magenöl des Sturmvogels als Brennstoff für Lampen verwendet, und sogar der Vogel selbst wurde angeblich als Lampe benutzt, indem man einfach einen Docht durch seinen Körper führte. Das Gleiche wurde mit Sturmvögeln auf El Hierro, einer der Kanarischen Inseln, gemacht. Auf St. Kilda konnte das Magenöl auch dazu verwendet werden, die Miete zu bezahlen.